# Thurso
Thurso (phát âm /ˈθɜːrsoʊ/, tiếng Scots: Thursa, tiếng Gael Scotland: Inbhir Theòrsa [ˈiɲɪɾʲ ˈhjɔːrsə]) là một thị trấn và cựu burgh nằm cạnh bờ biển bắc Scotland. Tọa lạc trên vùng lịch sử Caithness, đây là thị trấn cực bắc của đảo Anh.
Nằm bên chỗ tiếp nối giữa đường A9 chạy theo hướng đông-nam và đường A836 hướng tây-nam, Thurso nối với Bridge of Forss về phía tây và Castletown về phía đông. Sông Thurso dài 34 dặm (55 km) chảy ngang thị trấn, đổ vào vịnh Thurso và Pentland Firth. Cửa sông này đóng vai trò như một cảng nhỏ. Theo thống kê 2011, Thurso có dân số 7.933 người. Xã Thurso rộng hơn bao gồm thị trấn và vùng nông thôn xung quanh có dân số 9.112 người.

## Tên gọi
Ban đầu Thurso có cái tên gốc Celt tarvodubron nghĩa là "nước bò đực", "sông bò đực"; tương tự Dunnet Head mang tên tarvedunum, tức "pháo đài bò đực". Ảnh hưởng của tiếng Bắc Âu cổ biến nó thành Thjorsá, rồi Thorsá, dựa trên tên vị thần Thor và được dịch thành "sông [của] Thor".
Tên tiếng Scots địa phương, Thursa, lấy từ tên tiếng Bắc Âu cổ, còn tên tiếng Gael Scotland là Inbhir Theòrsa. Inbhir nghĩa là cửa sông.